# Arsuk

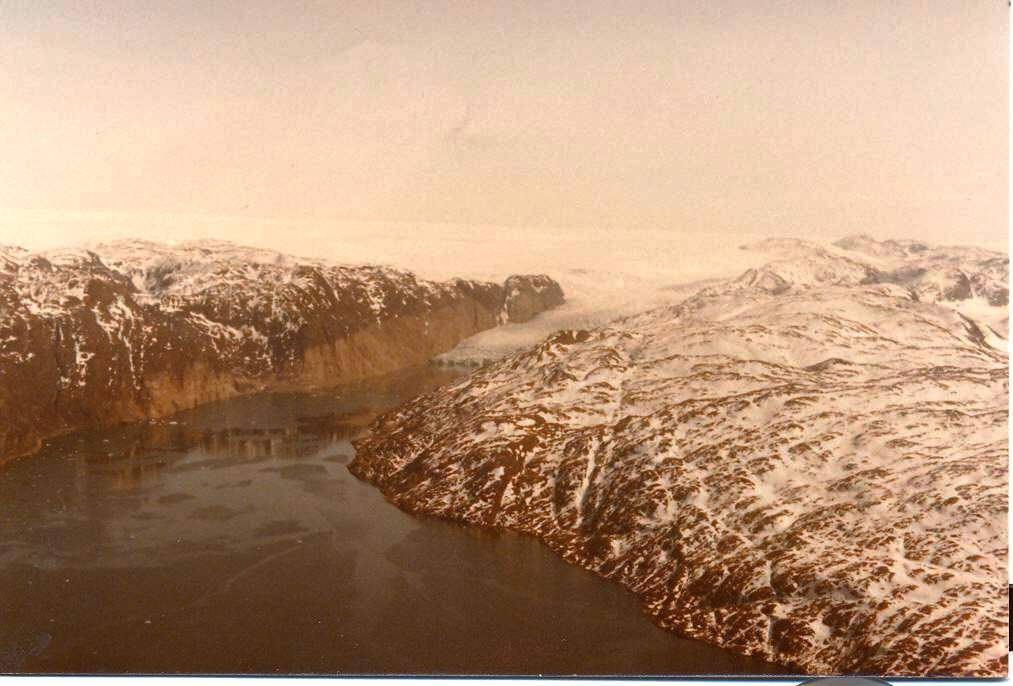
Glaciar Arsuk

Arsuk (fundat el 1805 i amb una població de 140 persones l'any 2005) és un poble del sud-oest de Groenlàndia, al comtat de Sermersooq. Està situat a la boca del fiord Arsul que acaba a la glacera Arsuk. El seu nom significa el lloc estimat en groenlandès.

## Transports
Arsuk és un dels ports de la línia marítima costera Arctic Umiaq Line.